# Грин, Трэвис
Трэвис Грин (англ. Travis Green; 20 декабря 1970, Каслгар, Канада) — бывший профессиональный канадский хоккеист, центральный нападающий. Чемпион мира 1997 года, серебряный призёр чемпионата мира 1996 года.

## Игровая карьера
На драфте НХЛ 1989 года был выбран во 2 раунде под общим 23 номером командой «Нью-Йорк Айлендерс». 6 февраля 1998 года обменян в «Анахайм Майти Дакс». 26 июня 1999 года обменян в «Финикс Койотис». 12 июня 2001 года обменян в «Торонто Мейпл Лифс». 3 октября 2003 года приобретён с драфта отказов командой «Коламбус Блю Джекетс» и в тот же день обменян в «Бостон Брюинз». 10 августа 2006 года как неограниченно свободный агент подписал контракт с «Анахайм Дакс». 10 января 2007 года приобретён с драфта отказов командой «Торонто Мейпл Лифс».

## Тренерская карьера
Завершив игровую карьеру в 2008 году, вскоре начал работу в команде Западной хоккейной лиги «Портленд Уинтерхокс», где помогал Майку Джонстону (несколько сезонов совмещавшему обязанности главного тренера и генменеджера) как тренер и как менеджер. В ноябре 2012 года, когда руководство лиги отстранило Джонстона до конца сезона по обвинению в финансовых нарушениях, Грин временно возглавил команду, приведя её к победе в регулярном первенстве, а затем и в плей-офф (Кубке Чиновета); в финале Мемориального кубка 2013 «Портленд» уступил «Галифаксу». В июле 2013 года Трэвис Грин стал главным тренером команды АХЛ «Ютика Кометс».

## Статистика
```
                                            --- Regular Season ---  ---- Playoffs ----
Season   Team                        Lge    GP    G    A  Pts  PIM  GP   G   A Pts PIM
--------------------------------------------------------------------------------------
1986-87  Spokane Chiefs              WHL    64    8   17   25   27   3   0   0   0   0
1987-88  Spokane Chiefs              WHL    72   33   53   86   42  15  10  10  20  13
1988-89  Spokane Chiefs              WHL    72   51   51  102   79  --  --  --  --  --
1989-90  Spokane Chiefs              WHL    50   45   44   89   80  --  --  --  --  --
1989-90  Medicine Hat Tigers         WHL    25   15   24   39   19   3   0   0   0   2
1990-91  Capital-District Islander   AHL    73   21   34   55   26  --  --  --  --  --
1991-92  Capital-District Islander   AHL    71   23   27   50   10   7   0   4   4  21
1992-93  Capital-District Islander   AHL    20   12   11   23   39  --  --  --  --  --
1992-93  New York Islanders          NHL    61    7   18   25   43  12   3   1   4   6
1993-94  New York Islanders          NHL    83   18   22   40   44   4   0   0   0   2
1994-95  New York Islanders          NHL    42    5    7   12   25  --  --  --  --  --
1995-96  New York Islanders          NHL    69   24   45   69   42  --  --  --  --  --
1996-97  New York Islanders          NHL    79   23   41   64   38  --  --  --  --  --
1997-98  New York Islanders          NHL    54   14   12   26   66  --  --  --  --  --
1997-98  Anaheim Mighty Ducks        NHL    22    5   11   16   16  --  --  --  --  --
1998-99  Anaheim Mighty Ducks        NHL    79   13   17   30   81   4   0   1   1   4
1999-00  Phoenix Coyotes             NHL    78   25   21   46   45   5   2   1   3   2
2000-01  Phoenix Coyotes             NHL    69   13   15   28   63  --  --  --  --  --
2001-02  Toronto Maple Leafs         NHL    82   11   23   34   61  20   3   6   9  34
2002-03  Toronto Maple Leafs         NHL    75   12   12   24   67   4   2   1   3   4
2003-04  Boston Bruins               NHL    64   11    5   16   67   7   0   1   1   8
2005-06  Boston Bruins               NHL    82   10   12   22   79  --  --  --  --  --
2006-07  Anaheim Ducks               NHL     7    1    1    2    6
2006-07  Toronto Maple Leafs         NHL    24    0    0    0   21
--------------------------------------------------------------------------------------
         NHL Totals                        970  192  262  454  764  56  10  11  21  60

```